# Tetraphis
Tetraphis, rod mahovnjača iz porodice, Tetraphidaceae, jedina u redu Tetraphidales. Postoje dvije priznate vrste
Rod je opisan 1801.

## Vrste
1. Tetraphis geniculata Girg. ex Milde
2. Tetraphis pellucida Hedw.